# Прогрессивные демократы Америки
Прогрессивные демократы Америки (англ. Progressive Democrats of America, PDA, также Progressive Vote) — социал-либеральная политическая организация и низовой Комитет политических действий, действующие внутри Демократической партии США. Придерживается идеологии американского прогрессивизма. Сотрудничает с Форумом прогрессивных конгрессменов (англ. Congressional Progressive Caucus).

## История
Организация Прогрессивные демократы Америки была основана в 2004 году в штате Массачусетс во время Национального съезда Демократической партии. Её основателями выступили Джесси Джексон, Тим Карпентер, Стив Коббл, Кевин Спайдл, Мими Кеннеди, Лаура Бонэм, Брюс Тауб и ещё около двух десятков бывших сотрудников и сторонников конгрессмена Денниса Кусинича, пытавшегося выдвинуть свою кандидатуру на пост президента США от демократов. К ним примкнули сторонники ещё одного претендента на выдвижение от демократов Говарда Дина.
В настоящее время ПДА состоит из большой группой активистов-прогрессистов со всей страны, которые хотят поддерживать прогрессивную деятельность как локально, так и на национальном уровне. Своей миссией прогрессивные демократы считают усиление прогрессивных идей в рамках Демократической партии, а также сотрудничество с другими прогрессивными организациями как внутри партии, так и вне её.

## Приоритеты
Прогрессивные демократы Америки выступают за трансформацию Демократической партии и США с целью создания партии и правительства, которые контролируются гражданами, а не корпоративными элитами.

### Борьба против господства корпораций
Прогрессивные демократы ведут кампанию по борьбе с господством корпораций, чтобы уменьшить влияние корпоративной элиты на принятие бюджета, результаты выборов и государственную политику для восстановления демократического баланса в американском обществе.

### Реформа избирательной системы
Прогрессивные демократы выступают за реформу избирательной системы, в частности, за ликвидацию электронных машин для голосования и возвращение бумажных бюллетеней, которые легче проверить, обязательную проверку результатов голосования, восстановление права голоса после освобождения из тюрьмы, государственное финансирование выборов и предоставление бесплатного времени на ТВ для кандидатов.

### Экономическая и социальная справедливость
Прогрессивные демократы борются за восстановление экономики и преодоление огромного разрыва в уровне благосостояния между 1 % сверхбогатых и остальными американцами. Среди предложений ПДА есть меры по уменьшению долгов по студенческим кредитам, изменение налоговой политики, в том числе такие меры, как прогрессивное налогообложение и «налог Робин Гуда», повышение доступности жилья и защиты домовладельцев.

### Антивоенная миссия
Прогрессивные демократы с самого начала считали, что войны в Афганистане и Ираке являются внешнеполитическими катастрофами для США. Также ПДА осуждала международную интервенцию в Ливию. Организация выступает за полный вывод американских войск из Афганистана, использование дипломатии для предотвращения войны в отношении Ирана, прекращение операций ЦРУ и СКСО против Сирии, а также отказ от практики целевых убийств, за верховенство конституционного и международного права, возвращение американских войск домой и сокращение военного бюджета, с тем чтобы освободившиеся средства реинвестировать в Америку.

### Здравоохранение для всех
Прогрессивные демократы поддерживают реформу системы здравоохранения путём создания единого плательщика в лице Национального управления США по здравоохранению, что позволило бы обеспечить медицинской помощью всё население страны независимо от уровня доходов. Также ПДА поддерживает инициативы на уровне штатов и общин по созданию системы единого плательщика.

### Остановить глобальное потепление / Окружающая среда
Прогрессивные демократы хотят остановить глобальное потепление, выступая за уменьшение выбросов углекислого газа, в том числе с помощью налога на выбросы углерода, развитие энергосберегающих технологий и альтернативной энергетики, а также против добычи сланцевого газа методом гидроразрыва пласта и ядерной энергетики.

### Остановить массовую криминализацию
Прогрессивные демократы выступают против искажения системы уголовного правосудия в пользу наказания, а не реабилитации, приватизации тюрем, криминализации бедности, за легализацию марихуаны и прекращение войны с наркотиками.

### Равенство полов
Прогрессивные демократы выступают за внесение поправки о равных правах мужчин и женщин (англ. Equal Rights Amendment, ERA).

## Руководство

### Консультативный совет[11]
- Мими Кеннеди, председатель Консультативного совета (актриса)
- Джон Конерс-младший (член палаты представителей от штата Мичиган, председатель юридического комитета, декан группы конгрессменов-чернокожих)
- Донна Эдвардс (член палаты представителей от штата Мэриленд)
- Джоди Эванс (активист)
- Стив Коббл (ассоциированный научный сотрудник Института политических исследований)
- Билл Флетчер (председатель совета директоров Международного форума трудовых прав)
- Лила Гаррет (сценарист, основатель организации «Американцы против войны в Ираке»)
- Рауль Грихальва (член палаты представителей от штата Аризона)
- Том Хартманн (писатель и радиоведущий)
- Том Хейден (был одним из основателей объединения «Студенты за демократическое общество»)
- Джим Хайтауэр (радиокомментатор, писатель, публицист)
- Деннис Кусинич (член палаты представителей от Огайо)
- Барбара Ли (член палаты представителей от Калифорнии, сопредседатель Форума прогрессивных конгрессменов)
- Майкл Лайти (директор по административным вопросам и государственной политики Калифорнийской ассоциации медицинских сестёр)
- Джим Макговерн (член палаты представителей от штата Массачусетс, вице-председатель Комитета Палаты представителей по правилам внутреннего распорядка и председатель подкомитета по регламенту и организации работы)
- Анас «Энди» Шаллал (художник, бизнесмен и борец за мир)
- Дэвид Свенсон (директор Democrats.com)
- Линн Вулси (член палаты представителей от штата Калифорния, сопредседатель Форума прогрессивных конгрессменов)

### Почётный совет[11]
- Стивен Шафф, вице-председатель Консультативного совета
- Синди Аснер (продюсер)
- Джон С. Бонифас (адвокат-правозащитник, один из основателей AfterDowningStreet.org)
- Джей Уинтер Найтволф (историк, поэт, писатель и радиокомментатор)
- Джоэль Сигал (помощник члена палаты представителей Джона Конерса)
- Максин Уотерс (член палаты представителей от Калифорнии)

### Сотрудники[12]
- Тим Карпентер, соучредитель и национальный директор
- Конор Бойлан, заместитель директора и полевой директор
- Кимберли Бьюкен, административный координатор
- Андреа Миллер, ИТ-директор и заместитель полевого директор
- Джуди Хесс, полевой координатор (координирует работу местных отделений)
- Майк Херш, коммуникативный координатор
- Янис Кей, координатор социальных медиа
- Майк Фокс, национальный координатор по сбору средств
- Жанна Мари Дорей, национальный координатор выпускающей команды
- Дебра Шрисхун (Schrishuhn), организатор местных отделений / сетевой администратор